# Шека (футболист)
Мигел Ангелу да Силва Роша или Шека (порт. Miguel Ângelo da Silva Rocha, Xeka; род. 10 ноября 1994 года в Ребордозе, Португалия) — португальский футболист, полузащитник клуба «Ренн».

## Биография
Рождённый в Ребордозе Шека до достижения 17 лет, отыграл в трёх молодёжных клубах, в том числе в испанской «Валенсии». По возвращении на Родину, стал игроком резервного состава «Браги», которая выступала в португальской Сегунде. Свой первый гол забил второй команде за резервную команду «Браги» Шека забил в проигранном матче против «Бенфике B». В 2014 году игрок был арендован ковильянским «Спортингом» сроком на 2 года, где не отметился ни результативными действиями.
К основному составу «Браги» игрок начал привлекаться в октябре 2016 года, бывшим на тот момент главным тренером Жозе Пезейру. Дебют игрока за основной состав в португальской Примейре пришёлся на матч «Шавешем» в котором Шека провёл полный матч.
31 января 2017 года Шека был отдан в аренду в французский «Лилль» до конца сезона. Впоследствии, после того как французы воспользовались оговоркой о выкупе контракта игрока в размере 5 миллионов евро, контракт был заключён на постоянной основе.
В последние часы время зимнего трансферного окна 2017 года игрок был арендован «Дижоном» до конца сезона.

## Достижения
«Лилль»
- Чемпион Франции: 2020/21
- Обладатель Суперкубка Франции: 2021